# Brühlgut Stiftung
Die Brühlgut Stiftung (offiziell: Brühlgut-Stiftung für Behinderte) ist eine in Winterthur ansässige und operierende gemeinnützige Stiftung. Die Brühlgut Stiftung begleitet und fördert Menschen mit Beeinträchtigung und bietet ihnen in Winterthur Wohn-, Arbeits-, Beschäftigungs- und Ausbildungsplätze an. Weiter führt sie eine Ergo- und Physiotherapiestelle für Menschen vom Säuglings- bis zum Erwachsenenalter sowie drei integrative Kindertagesstätten.

## Geschichte
Die Brühlgut Stiftung wurde 1979 auf die Initiative der Regionalgruppe Nordschweiz von insieme celebral und des Elternvereins «Verein zur Förderung von geistig Behinderten der Region Winterthur und Andelfingen» gegründet. Der Auslöser für die Gründung war die Schaffung von Wohnräumen für Menschen mit einer Behinderung. Die in Winterthur bereits bestehenden Werkstätten Ackeret, Strahlegg und Töss (Stations- und Konradstrasse) sowie die Therapiestelle für Kinder wurden neu unter dem Dach der Brühlgut Stiftung zusammengefasst. 1982 konnte die Stiftung ihr Hauptquartier an der Brühlbergstrasse 6 beziehen, das nach einer erfolgreichen Abstimmung der Winterthurer Stimmbevölkerung 1978 gebaut wurde. Im Hauptgebäude sind die Administration, geschützte Arbeitsplätze, Wohnräume, die Therapiestelle für Kinder sowie ein eigenes Therapiebad untergebracht. Der rund 15 Millionen Franken teure Bau wurde von 1980 bis 1982 errichtet.
In den Jahren 1993 und 1995 wurden die beiden ersten Aussenwohngruppen errichtet. Ein Jahr darauf wurden die Aussenwerkstätten Strahlegg und Ackeret aufgehoben und nach Töss in die Räumlichkeiten der Firma Rieter an der Klosterstrasse verlegt. Im Jahr 2000 wurde der Verkaufsladen «s'Zäni-Lädeli» am Oberen Graben in der Winterthurer Altstadt eröffnet, mit einer grossen Auswahl an Geschenkartikeln und Wohnaccessoires, welche von den Mitarbeitenden mit Beeinträchtigung in den Werkstätten, den Ateliers, Küche und der Hausbäckerei hergestellt werden. Die Produkte sind auch über den Webshop oder an verschiedenen Messen und Märkten erhältlich. Die Backwaren verkauft die Stiftung zudem am Winterthurer-Wochenmarkt sowie in den hauseigenen Gastronomiebetrieben.   
Nahe dem Neubaugebiet Niederfeld wurde 2001 das Mehrzweckgebäude Wyden an der Grenze zum Quartier Hardau (Stadtkreis Wülflingen) eröffnet. Dieses beherbergt unter anderem das öffentliche Restaurant-Café Wyden, Wohn- und Ateliergruppen, Grossküche und Wäscherei. 2005 wurde das Haus Haltenreben in Wülflingen für Menschen mit schwierigem Verhalten eröffnet. Am 1. Juni 2008 hat die Stiftung das Restaurant Neumarkt im Altersheim Neumarkt in der Altstadt im Pachtverhältnis von der Stadt Winterthur übernommen.
Im Jahr 2010 eröffnete die Stiftung ihre erste von nunmehr drei Kindertagesstätten, 2011 wurde eine Velowerkstatt eröffnet. Seit 2016 betreibt die Brühlgut Stiftung an ihrem Standort an der Klosterstrasse in Winterthur-Töss das Fundbüro der Stadt Winterthur. Ein Jahr später kam die Zusammenarbeit mit der Stadtpolizei im Rahmen der "Velo-Ordnung" hinzu. 
Die Brühlgut Stiftung ist seit 2018 ZEWO-zertifiziert. Im 2019 feierte die Stiftung ihr 40-jähriges Jubiläum. Im gleichen Jahr wurden die beiden Werkstätten in neuen Räumlichkeiten an der Klosterstrasse 17 zusammengeführt.  

## Organisation
Die strategische Führung über die Stiftung hat ein 9-köpfiger Stiftungsrat, von dem drei Mitglieder den Ausschuss bilden. Die operative Führung selbst untersteht einer breit abgestützten Geschäftsleitung, welcher die verschiedenen Geschäftsbereiche zugeteilt sind (Wohnen und Betreuung, Produktion und Dienstleistung, Ökonomie, HR/Bildung und Support, Agogik und Gesundheit).
Per Ende 2021 verfügte die Stiftung über 201 Arbeits-, 102 Ateliers- und 127 Wohnplätze für Menschen mit Beeinträchtigung sowie über 34 geschützte Ausbildungsplätze in diversen Berufen. Weiter werden 16 externe Ausbildungsplätze mitbetreut. Es wurden 2021 mehr als 14'000 Ergo- und Physiobehandlungen durchgeführt. Die Stiftung beschäftigte am 31. Dezember 2021 371 Mitarbeiter, die sich auf 272 Vollstellen verteilen. Insgesamt werden 71 Plätze in integrativ geführten Kindertagesstätten angeboten. Das Stiftungskapital betrug rund 9,6 Millionen Franken, die Bilanzsumme rund 22 Millionen Franken und der Betriebsertrag rund 33,8 Millionen Franken.
Die Aktivitäten der Stiftung sind an über zehn Standorten im ganzen Stadtgebiet von Winterthur verteilt.